# Edgar Madi
Edgar Madi (* 23. März 1956 in Beit-Mery, Libanon) ist ein maronitischer Geistlicher und Bischof von São Paulo in Brasilien. 

## Leben
Edgar Madi legte 1977 sein Abitur ab und studierte von 1977 bis 1981 an der Universität La Sagesse in Beirut und an der Heilig-Geist-Universität Kaslik in der Nähe von Beirut. Am 14. August 1983 wurde er in Beirut zum Priester geweiht. Von 1983 bis 1984 war er Generalsekretär der maronitischen Bischofssynode in Beirut. Zwischen 1984 und 1988 war er Gemeindepfarrer in Mansurieh (Libanon). Es schloss sich eine Tätigkeit in Boston (USA) an. Er arbeitete dort schwerpunktmäßig im Bereich der Bildung. Danach assistierte er als Pfarrer in einer Beiruter Pfarrgemeinde und in einer lateinischen Kirchengemeinde in Boston. 1991 kehrte er an die Universität nach Kaslik zurück und promovierte zum Doktor der Philosophie. Zwischen 1991 und 2001 hielt er sich mehrere Wochen in Brasilien auf. Er spricht Portugiesisch, Französisch, Englisch und Arabisch. 
Die Ernennung zum Bischof von São Paulo erfolgte am 14. Oktober 2006. Der Maronitische Patriarch von Antiochien und des ganzen Orients, Nasrallah Pierre Kardinal Sfeir, spendete ihm am 26. November 2006 die Bischofsweihe. Mitkonsekratoren waren Paul Youssef Matar, Erzbischof von Beirut, und sein Amtsvorgänger, der emeritierte Bischof von São Paulo, Bischof Joseph Mahfouz OLM. Die offizielle Amtsübernahme wurde am 10. Dezember 2006 vollzogen.